# Jakov Fedotovič Pavlov
Jakov Fedotovič Pavlov (in russo Я́ков Федо́тович Па́влов?; Krestovaja, 17 ottobre 1917 – Novgorod, 29 settembre 1981) è stato un militare sovietico.
È stato insignito del titolo di Eroe dell'Unione Sovietica per il suo ruolo nella difesa in quella che da lui ha preso il nome di Casa di Pavlov durante la battaglia di Stalingrado.

## Biografia

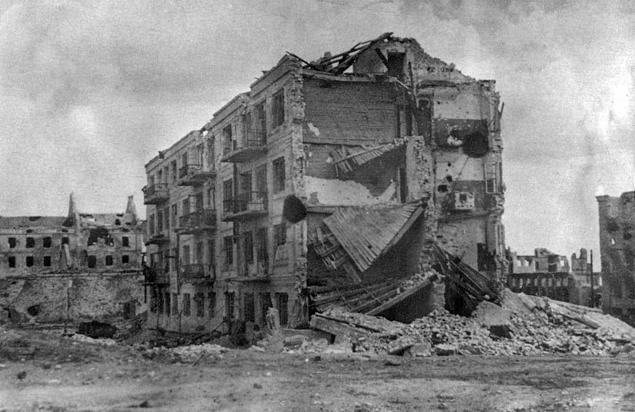
La casa di Pavlov

Nato nel 1917 da una famiglia di contadini nel piccolo villaggio di Krestovaja, nella Russia nordoccidentale (oggi Oblast' di Novgorod), Pavlov entrò nell'Armata Rossa nel 1938. Durante la Grande guerra patriottica combatté sul fronte sudoccidentale, a Stalingrado, sul terzo fronte ucraino e sul secondo fronte bielorusso. Pavlov fu comandante di un'unità di mitraglieri, artigliere, e comandante di un'unità di ricognizione con il grado di sergente anziano.
Durante la Battaglia di Stalingrado, nella notte del 27 settembre 1942, il plotone di Pavlov ricatturò un palazzo residenziale di quattro piani precedentemente occupato dai tedeschi e lo difese contro continui attacchi nemici, finché due mesi dopo fu soccorso dall'avanzata sovietica. L'edificio è ricordato nella storia come la "Casa di Pavlov". Per le sue gesta a Stalingrado, Jakov Pavlov fu premiato con il titolo di Eroe dell'Unione Sovietica e con molte medaglie. Nel dopoguerra entrò nel partito comunista e fu eletto tre volte deputato nel Soviet Supremo della RSFS Russa. Pavlov morì il 29 settembre 1981 e fu sepolto a Novgorod.
Alcuni autori confondono Jakov Pavlov con Ivan Dmitrievič Pavlov (in russo Ива́н Дми́триевич Па́влов?), a sua volta veterano della battaglia di Stalingrado, successivamente divenuto archimandrita ortodosso.